# Abigor (musikgrupp)
Abigor är ett black metal-band från Wien, Österrike, grundat 1993. Bandet gav ut sitt debutalbum Verwüstung / Invoke the Dark Age på Napalm Records 1994. I januari 2018 utgavs Abigors tionde album, Höllenzwang (Chronicles of Perdition).

## Medlemmar
Nuvarande medlemmar
- P.K. (Peter Kubik aka Virus 666) – gitarr (1993–2003, 2006– ), basgitarr (2006– )
- T.T. (Thomas Tannenberger) – trummor, gitarr (1993–2000, 2006– ), basgitarr (2006– )

Tidigare medlemmar
- Rune (Alexander Opitz aka Tharen) – sång (1993–1994), keyboard (1993–1998)
- Silenius (Michael Gregor) – sång (1994–1999)
- Thurisaz – sång, basgitarr (1999–2001)
- Stefan Fiori – sång (2001–2003)
- Moritz Neuner – trummor (1999–2003)
- Lukas Lindenberger – trummor (2006)
- A.R. (Arthur Rosar) – sång (2006–2013)

Bidaragande musiker
- Elisabeth Toriser – sång på Nachthymnen (From the Twilight Kingdom)
- Herbert Jandl – flöjt på Opus IV
- Lucia-Mariam Fåroutan-Kubik – keyboard på Supreme Immortal Art och Satanized (A Journey Through Cosmic Infinity)
- Protector (Richard Lederer) – bakgrundssång på Leytmotif Luzifer (The 7 Temptations of Man)

## Diskografi
Demo
- 1993 – Ash Nazg...
- 1993 – Lux Devicta Est
- 1994 – Promo Tape 2/94
- 1994 – Moonrise
- 1994 – In Hate & Sin - Rehearsal 05/1994
- 2015 – Supreme Immortal Art (Instrumental 1997)

Studioalbum
- 1994 – Verwüstung / Invoke the Dark Age
- 1995 – Nachthymnen (From the Twilight Kingdom)
- 1996 – Opus IV
- 1998 – Supreme Immortal Art
- 1999 – Channeling the Quintessence of Satan
- 2001 – Satanized (A Journey Through Cosmic Infinity)
- 2007 – Fractal Possession
- 2010 – Time Is the Sulphur in the Veins of the Saint - An Excursion on Satan's Fragmenting Principle
- 2014 – Leytmotif Luzifer (The 7 Temptations of Man)
- 2018 – Höllenzwang (Chronicles of Perdition)

EP
- 1995 – Orkblut - The Retaliation
- 1997 – Apokalypse
- 1998 – Structures of Immortality
- 2004 – Shockwave 666
- 2016 – Kingdom of Darkness
- 2018 – Black Icarus / Metamorphosis

Singlar
- 2013 – "Supreme and Immortal Is the Art of the Devil"

Samlingsalbum
- 1994 – Promotape (Demos 93–94)
- 1998 – Origo Regium 1993-1994
- 2000 – In Memory...
- 2004 – Verwüstung / Invoke the Dark Age - Opus I
- 2004 – Nachthymnen (From The Twilight Kingdom) / Orkblut - The Retaliation
- 2008 – Apokalypse & Origo Regium 1993-1994
- 2012 – Quintessence
- 2015 – 1994-1998: The Complete Hörnix Recordings (6 x 12" vinyl)
- 2019 – Four Keys to a Foul Reich (Songs of Pestilence, Darkness and Death)

Annat
- 1994 – Creation of a Dark Age (delad kassett: Summoning / Abigor / Pazuzu / Cromm)
- 2016 – Abigor / Thy Darkened Shade - Tape-Box (delad 2-kassett box: Abigor / Thy Darkened Shade)